# Лех Качинський
Лех Алекса́ндер Качи́нський (пол. Lech Aleksander Kaczyński, МФА: [ˈlɛx alɛkˈsandɛr kaˈt͡ʂɨj̃skʲi]; 18 червня 1949, Варшава, Польська Народна Республіка — 10 квітня 2010, Смоленськ, Росія) — польський політик та державний діяч, член партії «Право і справедливість», з 22 грудня 2005 по 10 квітня 2010 — шостий президент Польщі. Мер Варшави (18 листопада 2002 — 22 грудня 2005). Брат Ярослава Качинського.

## Біографія

### Юність

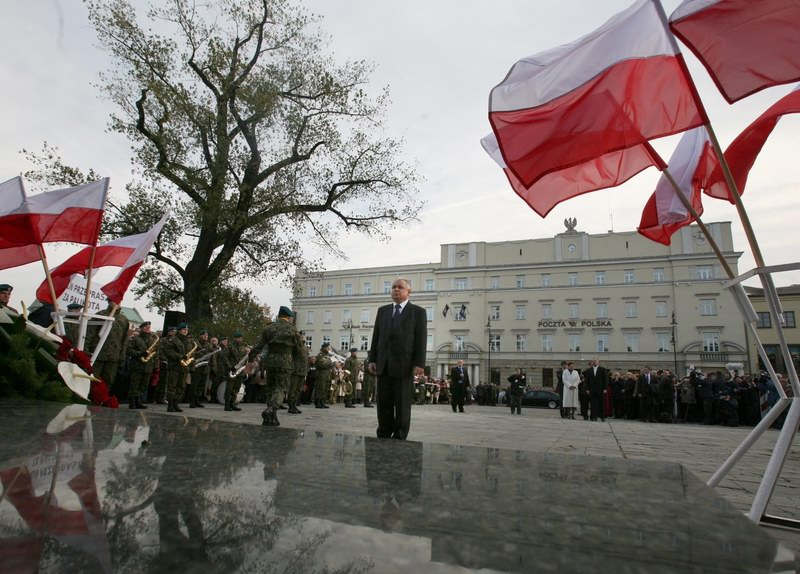
Лех Качинський — Люблін, 2008

Народився 18 червня 1949 року у Варшаві в родині з патріотичними традиціями. Мама, Ядвіга Качинська, служила в «Шарих шерегах» (воєнізований підрозділ скаутингу Союзу польських гарцерів), батько (нині покійний) був солдатом Армії Крайової.
Школярем Лех знявся разом зі своїм братом-близнюком Ярославом у популярному польському дитячому фільмі-казці «Про тих двох, котрі вкрали місяць» (1962 рік).

### Освіта, профспілкова діяльність
Вивчав право у Варшавському університеті. 1971 року переїхав до Сопота, щоб зайнятися науковою працею в Гданському університеті. Там же познайомився зі своєю майбутньою дружиною Марією. Кандидатську дисертацію з трудового права захистив 1980 року, а докторську — 10 років потому.
На шлях, що привів його в політику, Лех Качинський став, беручи участь у діяльності антикомуністичної опозиції.
1977 року почав співпрацювати з оперативним бюро Комітету захисту робітників («Biuro Interwencji Komitetu Obrony Robotnikow»). Через рік увійшов у контакт із Вільними профспілками. У серпні 1980 року став радником Гданського Міжзаводського страйкового комітету. Був делегатом 1-го загальнонаціонального з'їзду руху «Солідарність». У період дії воєнного стану був інтернований.
Після звільнення повернувся до профспілкової діяльності. Згодом почав відігравати дедалі помітнішу роль у «Солідарності». 1990 року став першим заступником голови профспілки. Коли лідер руху Лех Валенса пішов у велику політику, Лех Качинський брав участь в управлінні «Солідарністю».

### Політична діяльність
На виборах 1989 року його обрано сенатором. Два роки потому став депутатом Сейму за списком Громадської угоди «Центр» (пол. «Porozumienie Obywatelskie Centrum»).
У червні 2000 року став міністром юстиції в кабінеті Єжи Бузека. Незабаром став найпопулярнішим членом уряду.
Восени 2002 року перемагає на виборах мера Варшави. Правління в столиці почав під гаслами ліквідації корупційних угруповань (так званої «варшавської системи»), що паразитували на місті, та відновлення порядку. Жителі польської столиці називають Леха Качинського «варшавським шерифом».
У березні 2005 року офіційно оголосив про намір висунути свою кандидатуру на президентських виборах. Є Почесним головою партії «Право і справедливість», яку очолює його брат-близнюк Ярослав Качинський.
Дружина Леха Качинського Марія — економіст за професією. Жили разом із дочкою Мартою, її чоловіком Петром та двома внучками Евою (2003 р.н.) та Мартіною (2007 р.н.). Лех Качинський і його дружина відомі своєю любов'ю до тварин. Вони взяли з Варшавського притулку кота на прізвисько Рудольф.

## Президентство
Після виборів 2005 року Польщею керували два Качинських: Лех — як президент та Ярослав — як прем'єр-міністр. Однак, з 2007 року він був змушений співпрацювати з Дональдом Туском, який був його суперником на президентських виборах. Він попросив Туска сформувати уряд після перемоги правоцентристської партії «Громадянська платформа» на виборах 2007 року.
Качинський часто критикував ліберальну економічну політику Туска і часто накладав вето на урядові закони.

### Загибель
10 квітня 2010 року загинув у авіакатастрофі біля Смоленська під час візиту для вшанування пам'яті польських офіцерів-жертв розстрілів НКВС у Катині.
З’явилися різні конспірологічні теорії щодо катастрофи, пропаговані лідерами «Права і Справедливості» Ярославом Качинським та його заступником Антонієм Мацеревичем, які припускали, що катастрофа могла бути політичним убивством, а авіакатастрофа — результатом терористичного акту. 
Підтвердження такої тези не знайшли ні російські, ні польські розслідування.
На борту літака, окрім президента і його дружини, були голова Національного банку Польщі Славомир Скшипек, начальник генштабу Війська польського Франтішек Гонгора, голова Бюро національної безпеки Польщі Александр Щигло, голова адміністрації президента Владислав Стасяк, віце-спікер Сейму Єжи Шмайдзінський, заступник міністра закордонних справ Анджей Кремер, останній президент республіки у вигнанні Ришард Кочаровський, керівник Інституту Національної пам'яті Януш Куртика і низка інших високих посадовців.

### Поховання
Поховали Леха Качинського разом із дружиною Марією 18 квітня 2010 р. (неділя) у Катедральному соборі на території королівського замку Вавель у Кракові. Жалобна церемонія в Кракові зібрала понад 150 тис. людей на площі Ринек, в церемонії планували взяти участь 70 іноземних делегацій, проте через закриття повітряного простору через виверження вулкана Ейяф'ятлайокютль змогли взяти участь лише 18, які дісталися наземним транспортом. З української сторони були присутні Віктор Янукович, Віктор Ющенко, Юлія Тимошенко, Костянтин Грищенко.

## Нагороди і звання

### Нагороди
- Орден князя Ярослава Мудрого I ступеня (6 грудня 2007 р.)[11]
- Національний герой Грузії (10 квітня 2010 р., посмертно)

### Почесні звання
- 15 квітня 2010 року Леху Качинському було надано звання «Почесний громадянин міста Варшава» (посмертно).

## Вшанування пам'яті

### Польща
- 16 квітня 2010 року в місті Сопот на честь загиблого подружжя Качинських був названий Парк Качинських.
- 28 квітня 2010 року в місті Гдиня на честь загиблого подружжя Качинських був названий Парк Качинських.
- Також на честь загиблого подружжя Качинських названа Вулиця Качинських у місті Ольштин.
- У ряді міст Польщі є Вулиця Леха Качинського. Зокрема у таких містах як Лодзь, Кельці, Вісла, Сейни.

### Україна
- У 2010 році у місті Хмельницький з'явилася вулиця Леха Качинського.
- У 2010 році у місті Одеса з'явилася вулиця Леха Качинського. У 2010 році на будинку № 1 встановили меморіальну дошку Леху Качинському[12].
- У 2016 році в місті Житомир з'явилась вулиця Леха Качинського. На будинку № 2 в 2017 році встановили дошку Леху Качинському[13].
- У 2016 році в місті Буча з'явилась вулиця Леха Качинського.[14]
- У 2022 році у місті Чортків відкрили сквер на честь Леха та Марії Качинських.[15]

### Грузія
- У 2010 році у місті Тбілісі з'явилася Вулиця Леха Качинського.
- У 2010 році у місті Батумі з'явилася Вулиця Леха і Марії Качинських.

### Литва
- У 2010 році у місті Вільнюс з'явилася Вулиця Леха Качинського.

## Галерея

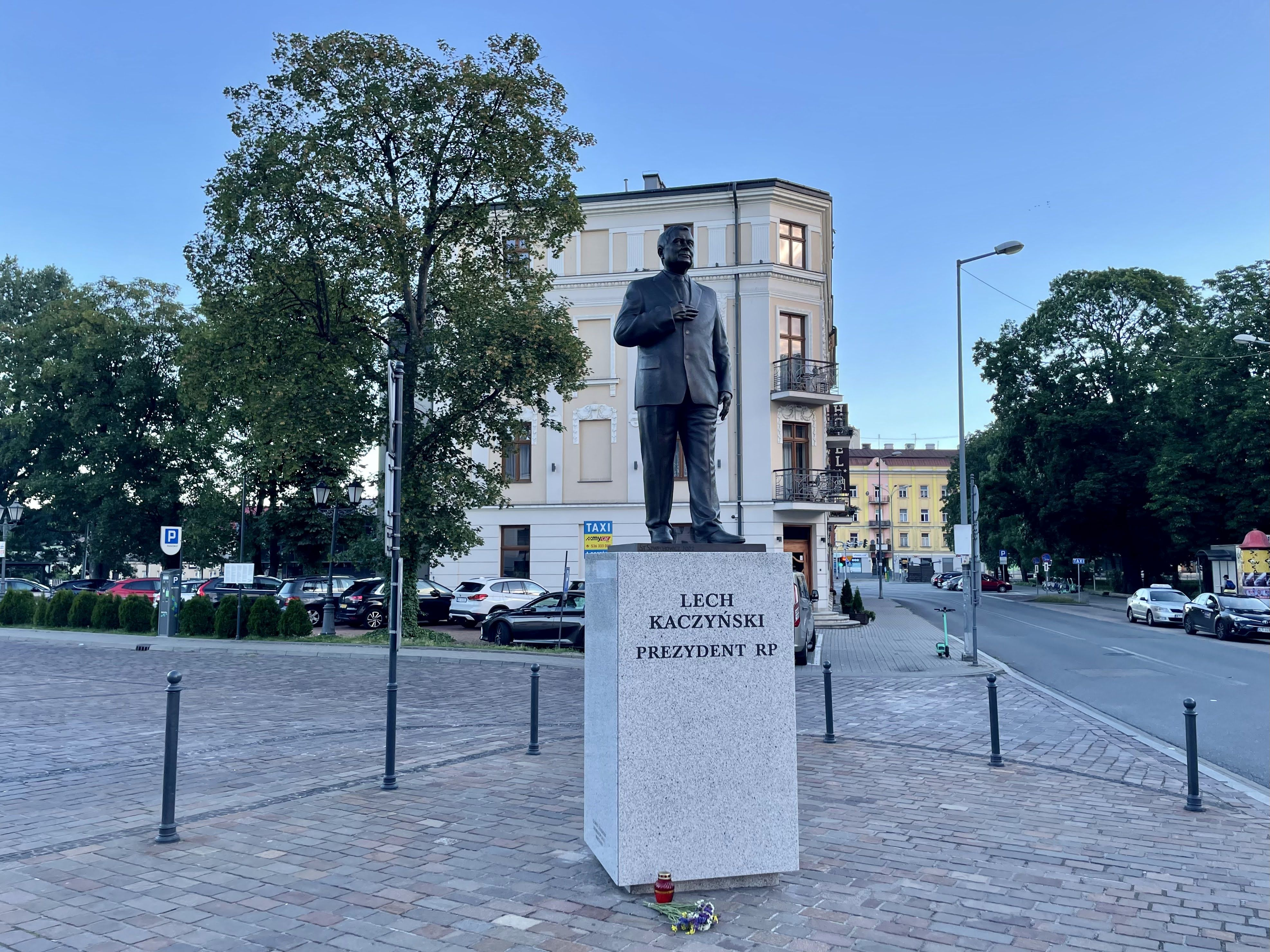
Пам'ятник Леху Качинському у місті Тарнів
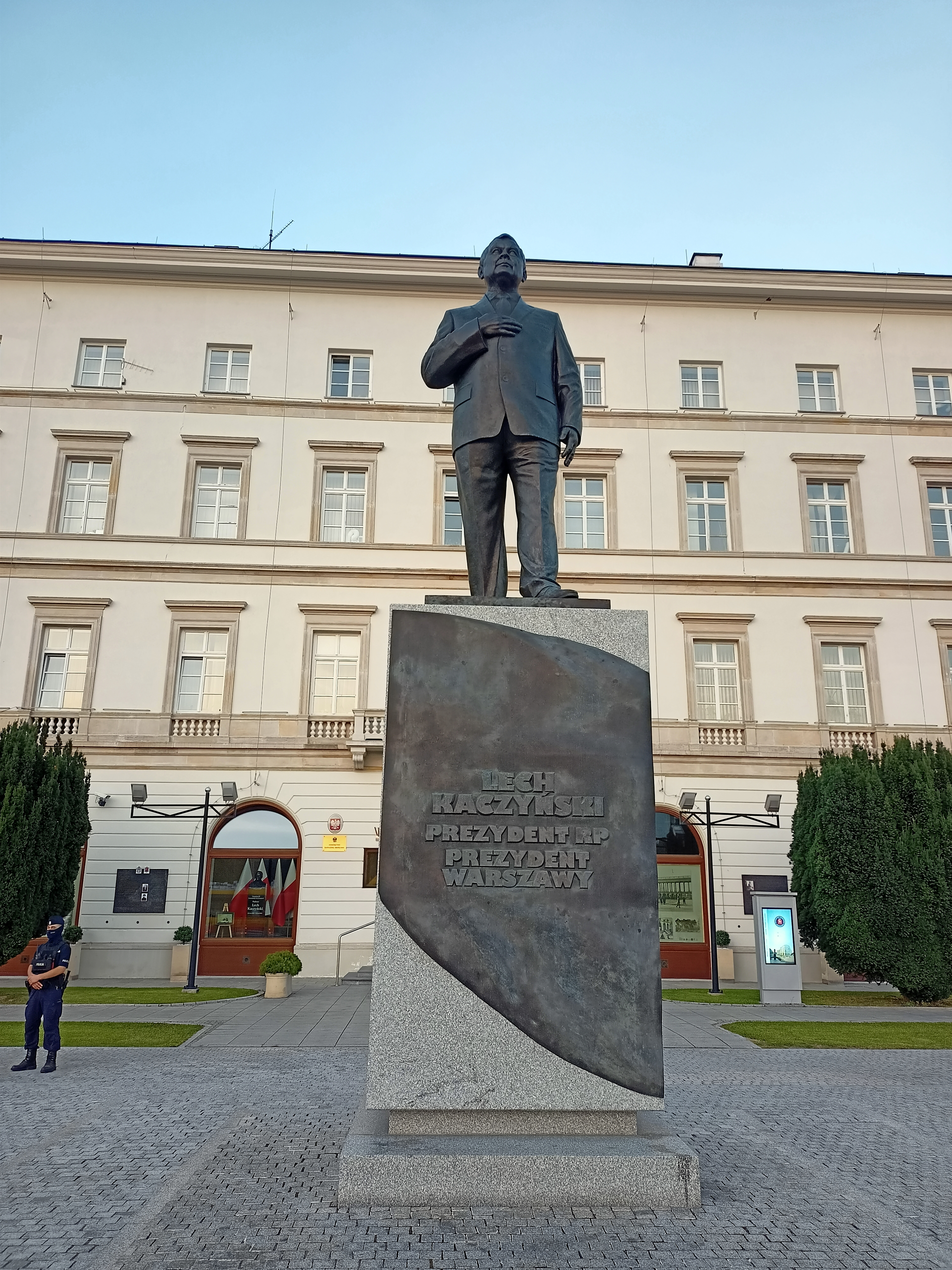
Пам'ятник Леху Качинському у місті Варшава
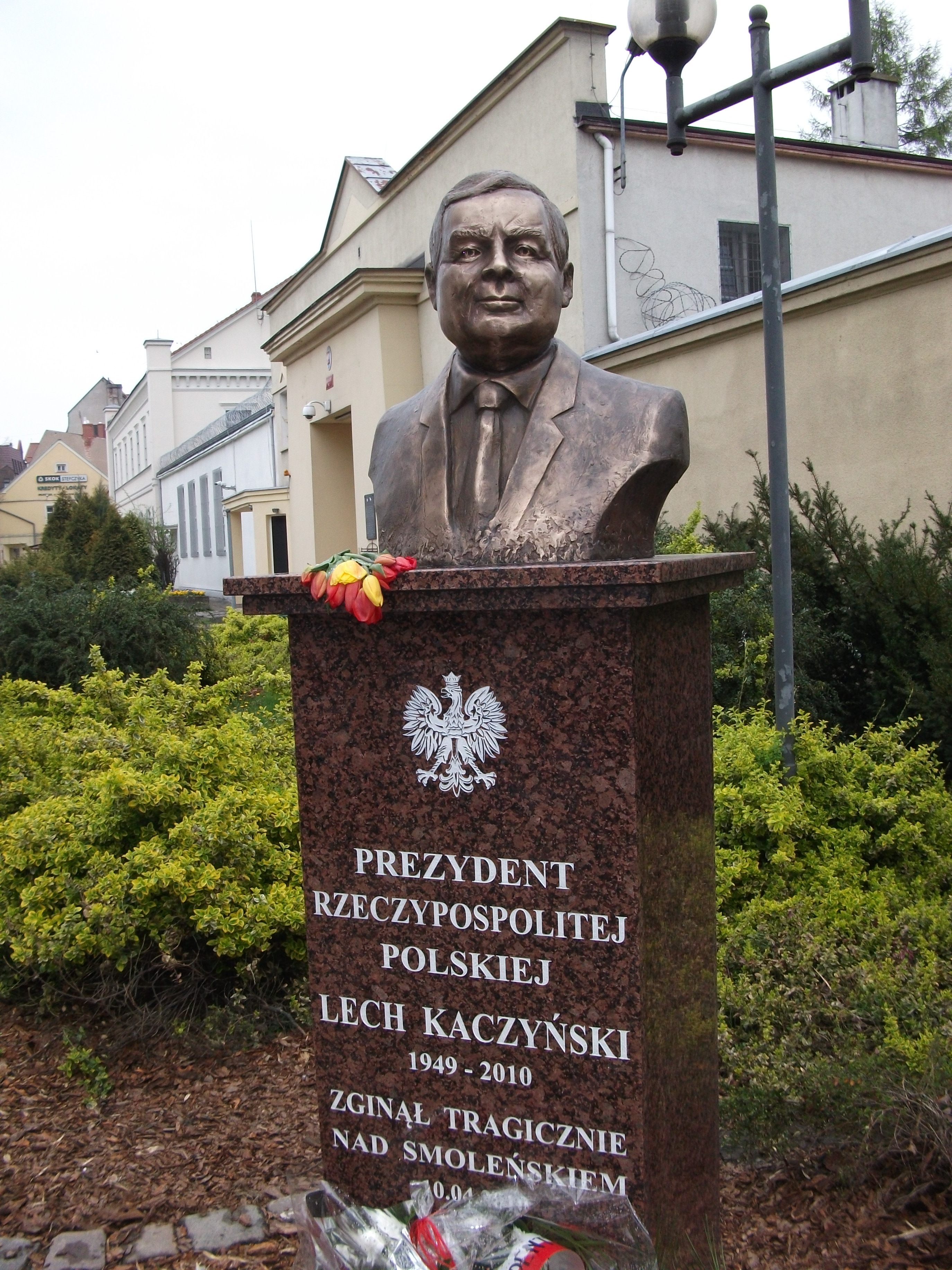
Погруддя Леху Качинському у місті Грудзьондз
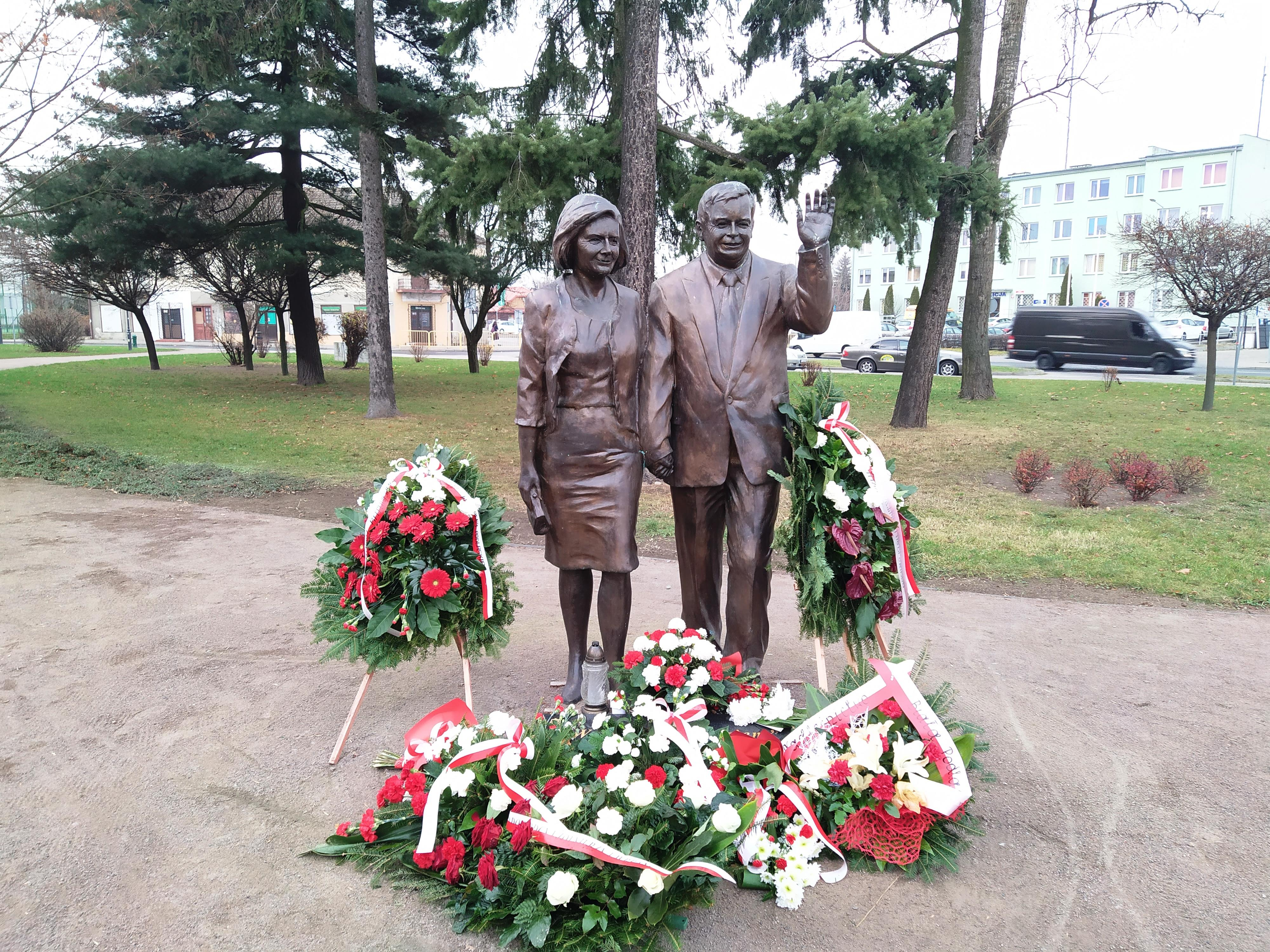
Пам'ятник Леху та Марії Качинським у місті Біла Підляська
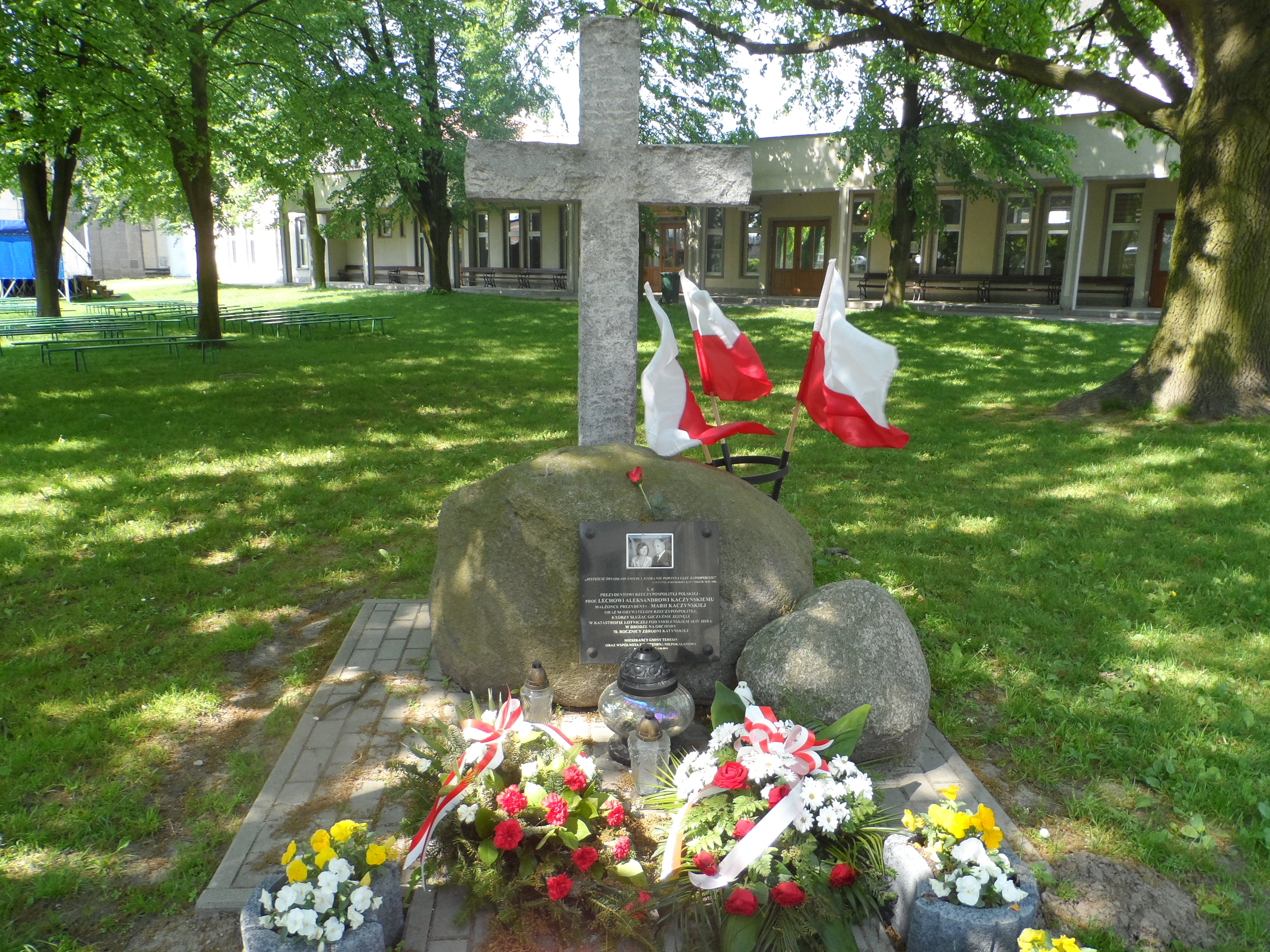
Меморіал Леху та Марії Качинським у Непокалянові
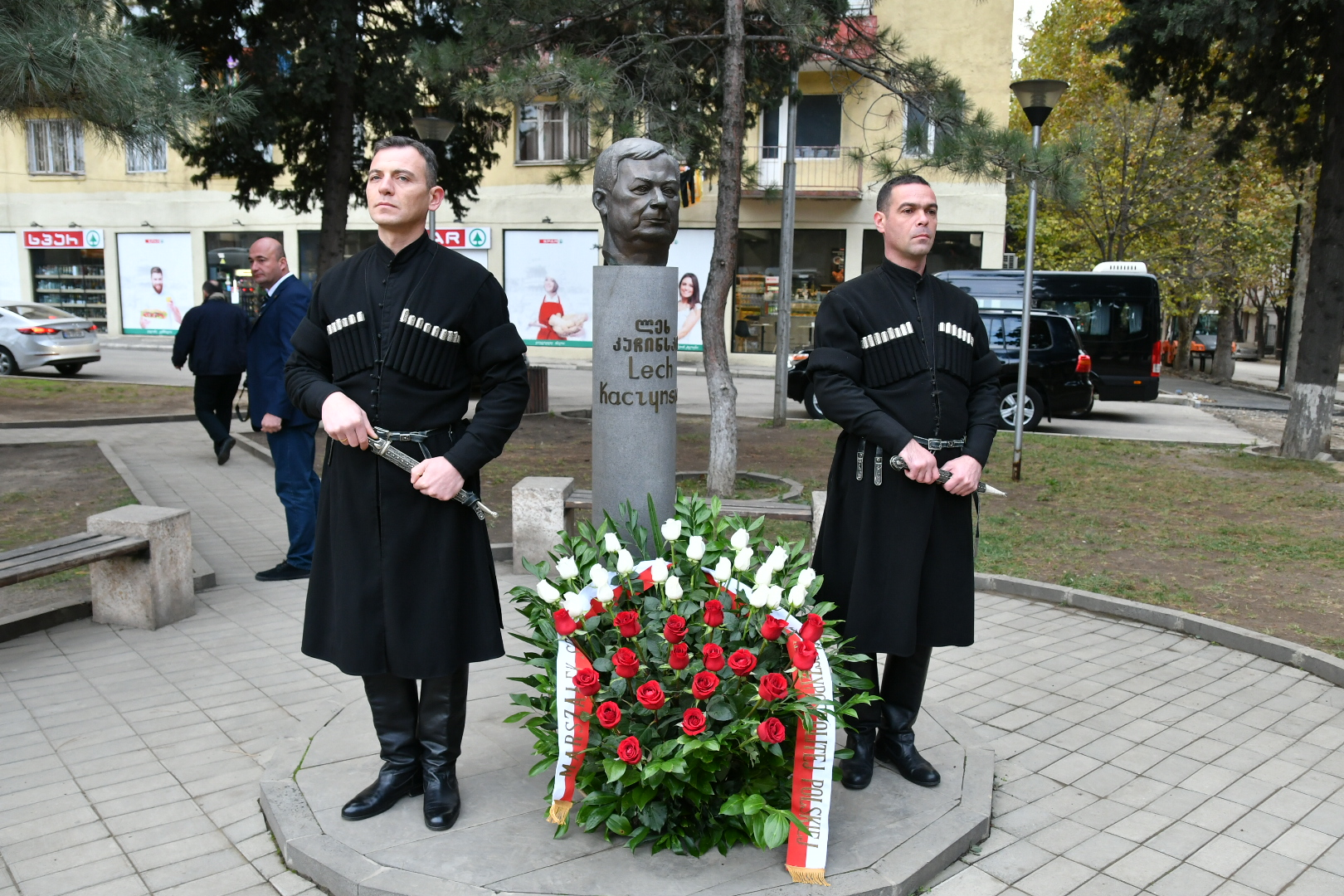
Погруддя Леху Качинському у місті Тбілісі (Грузія)